# Liste der Kulturdenkmale in Eckartsberga
In der Liste der Kulturdenkmale in Eckartsberga sind alle Kulturdenkmale der Gemeinde Eckartsberga und ihrer Ortsteile aufgelistet. Grundlage ist das Denkmalverzeichnis des Landes Sachsen-Anhalt, das auf Basis des Denkmalschutzgesetzes des Landes Sachsen-Anhalt vom 21. Oktober 1991 durch das Landesamt für Denkmalpflege und Archäologie Sachsen-Anhalt erstellt und seither laufend ergänzt wurde (Stand: 31. Dezember 2023).

## Kulturdenkmale nach Ortsteilen

### Eckartsberga
| Lage | Bezeichnung                 | Beschreibung | Erfassungs- nummer | Ausweisungsart | Bild           |
| --- | --------------------------- | --- | ------------------ | -------------- | -------------- |
| östlich der Burg (Karte) | Bank                        | Goethe-Bank | 094 81353          | Baudenkmal     | Bank           |
| auf schmalem Höhenrücken südlich der Stadt (Karte) | Eckartsburg                 | Burg | 094 81352          | Baudenkmal     | Weitere Bilder |
| nordwestlich oberhalb der Ortslage (Karte) | Friedhof                    | Alter Friedhof | 094 81377          | Baudenkmal     | BW             |
| nordwestlich oberhalb der Ortslage (Karte) | Friedhof                    | neuer Friedhof | 094 81378          | Baudenkmal     | BW             |
| östlich der Ortslage, in der Nähe der B 87 (Karte) | Mühle                       | | 094 81357          | Baudenkmal     | Weitere Bilder |
| Burgweg (Karte) | Vereinshaus                 | Schützenhaus, östlich der Burg | 094 81354          | Baudenkmal     | Vereinshaus    |
| etwa 4 km nördlich der Stadt auf dem Höhenzug der Finne, abseits der Straße nach Bad Bibra (Karte) | Denkmal                     | Mordstein | 094 95621          | Kleindenkmal   | BW             |
| östlich, außerhalb der Ortlage, an der B 87 (Karte) | Gedenkstein                 | | 094 81355          | Kleindenkmal   | BW             |
| nordöstlich des Ortes auf Anhöhe, an der sog. „Kahre“ (Karte) | Gedenkstein                 | Brandsäule | 094 81356          | Kleindenkmal   | Gedenkstein    |
| Am Schloßberg 31a (Karte) | Wohnhaus                    | | 094 81373          | Baudenkmal     | BW             |
| Gartenstraße 159 (Karte) | Scharfrichterhof            | Scharfrichterhaus | 094 30513          | Baudenkmal     | Weitere Bilder |
| Hauptstraße zwischen Hauptstraße 55 und 56 (Karte) | Stadttor                    | | 094 81365          | Baudenkmal     | BW             |
| Hauptstraße 115, 116, 117 (Karte) | Straßenzeile                | | 094 81361          | Denkmalbereich | BW             |
| Hauptstraße 117 (Karte) | Wohnhaus                    | | 094 81362          | Baudenkmal     | BW             |
| Hauptstraße 14, 14b, 15, 16, 17, 18, 19, 19a, 20 (Karte) | Straßenzeile                | | 094 81358          | Denkmalbereich | BW             |
| Hauptstraße 19, 19a (Karte) | Wohnhaus                    | | 094 81359          | Baudenkmal     | BW             |
| Hauptstraße 35, 36, 37, 38, 39, 40, 41, 42, 43, 44, 45, 46, 47, 48, 49, 50, 51, 52, 53, 54, 55, 84, 85, 86, 87, 88, 89, 90, 91, 92, 93, 94, 95, 98, 98a, 103, 104, 105, 106, 107, Markt 33, 34 (Karte) | Straßenzug                  | Straßenzug | 094 81364          | Denkmalbereich | BW             |
| Heidenweg 206A (Karte) | Gedenkstein                 | | 094 95620          | Kleindenkmal   | BW             |
| Hintergasse 190 (Karte) | Forsthof                    | | 094 81371          | Baudenkmal     | BW             |
| Kirchberg (Karte) | Kirche                      | Die evangelische Stadtkirche St. Mauritius wurde in den Jahren 1928 bis 1930 nach einem Brand in schlichten Formen neu errichtet. Aus dem alten Bau stammen Grabsteine aus des 16. und 17. Jahrhunderts. Die Kanzel der Kirche stammt ursprünglich aus Oschersleben und wurde dort im Jahr 1663 errichtet. Ebenfalls angekauft wurde das 1643 geschaffene Altarretabel. | 094 81368          | Baudenkmal     | Weitere Bilder |
| Kirchberg 172, 173, 174, 174a, 176, 178 (Karte) | Häusergruppe                | | 094 81369          | Denkmalbereich | BW             |
| Kirchberg 176 (Karte) | Pfarrhaus                   | Oberpfarre | 094 81366          | Baudenkmal     | Pfarrhaus      |
| Kirchberg 178 (Karte) | Diakonat                    | Neues Diakonat | 094 81367          | Baudenkmal     | BW             |
| Lindenplatz 124 (Karte) | Wohnhaus                    | | 094 81372          | Baudenkmal     | BW             |
| Marienthaler Straße (Karte) | Christkönigs-Kapelle        | Katholische Christkönigs-Kapelle, 1934 erbaut | 094 81376          | Baudenkmal     | Weitere Bilder |
| Markt 20 (Karte) | Rathaus                     | | 094 81360          | Baudenkmal     | Weitere Bilder |
| Neue Straße (Karte) | Brunnen                     | | 094 81381          | Baudenkmal     | BW             |
| Neue Straße (Karte) | Kriegerdenkmal Eckartsberga | Kriegerdenkmal 2020 als Denkmal eingetragen | 107 05104          | Baudenkmal     | BW             |
| Neue Straße 118 (Karte) | Stall                       | | 094 81363          | Baudenkmal     | BW             |
| Neue Straße 194, 195, 196, 197, 198, 199, 200, 201, 202 (Karte) | Straßenzeile                | | 094 81375          | Denkmalbereich | BW             |

### Burgholzhausen
| Lage                                                                      | Bezeichnung  | Beschreibung | Erfassungs- nummer | Ausweisungsart | Bild           |
| ------------------------------------------------------------------------- | ------------ | --- | ------------------ | -------------- | -------------- |
| am Waldrand östlich von Burgholzhausen nahe der Kreisstraße K2241 (Karte) | Friedhof     | | 107 05072          | Baudenkmal     | BW             |
| Im Gut 1, Kirchstraße 3, 5, 7, 10, 12, 14, Pfarrgasse 1, 2 (Karte)        | Häusergruppe | Häusergruppe Ortskern, am 22. Mai 2020 wurde der bis dahin benachbarte Denkmalbereich, der Straßenzug Im Gut 1, Kirchstraße 3, 5, 7, 10, 12 (Objektnummer 094 17085), in diesen Denkmalbereich integriert. | 094 17086          | Denkmalbereich | BW             |
| Im Gut 1 (Karte)                                                          | Rittergut    | Rittergut Burgholzhausen, Das ehemalige Gutshaus stammt vermutlich aus dem Mittelalter und wurde im 17. und 18. Jahrhundert überformt. Die Nebengebäude sind in Formen des Barock errichtet.               | 094 17082          | Baudenkmal     | BW             |
| Kirchstraße 1 (Karte)                                                     | Kirche       | Hauptartikel: Dorfkirche Burgholzhausen | 094 17081          | Baudenkmal     | Weitere Bilder |
| Kirchstraße 10 (Karte)                                                    | Bauernhof    | | 094 17079          | Baudenkmal     | BW             |
| Kirchstraße 14 (Karte)                                                    | Pfarrhaus    | | 094 17080          | Baudenkmal     | BW             |
| Zum Stephansberg 2, 4 (Karte)                                             | Schule       | Das eingeschossige Gebäude besitzt ein Satteldach und einen überdachten Eingang. Entworfen wurde es in den 1920er Jahren von Paul Schultze aus Naumburg.                                                   | 094 95755          | Baudenkmal     | BW             |
| Zum Stephansberg 8 (Karte)                                                | Forsthof     | | 094 17083          | Baudenkmal     | BW             |
| Zur Lichtenburg 1, Zur Schmiede 4, 6 (Karte)                              | Häusergruppe | | 094 17077          | Denkmalbereich | BW             |
| Zur Schmiede 4 (Karte)                                                    | Gasthof      | Kalter Frosch | 094 17078          | Baudenkmal     | Weitere Bilder |

### Lißdorf
| Lage                  | Bezeichnung    | Beschreibung | Erfassungs- nummer | Ausweisungsart | Bild           |
| --------------------- | -------------- | --- | ------------------ | -------------- | -------------- |
| Dorfstraße (Karte)    | Kirche         | Die Kirche besitzt einen Saal mit einem spätgotischen Chorturm. Der obere Turmaufbau sowie das Schiff wurden im Jahr 1852 in neuromanischen Formen errichtet. Ebenfalls aus dieser Zeit stammt die einheitliche Ausstattung mit Altar, Kanzel, Herrschaftsständen und Hufeisenempore. Die Orgel der Kirche ist in neugotischen Formen ausgeführt. Die Bronzeglocke wurde 1524 von Heinrich Ziegler d.J in Erfurt gegossen. | 094 81470          | Baudenkmal     | Weitere Bilder |
| Dorfstraße (Karte)    | Kriegerdenkmal | | 094 81469          | Baudenkmal     | Kriegerdenkmal |
| Dorfstraße 16 (Karte) | Bauernhof      | | 094 81468          | Baudenkmal     | BW             |

### Mallendorf
| Lage                              | Bezeichnung    | Beschreibung     | Erfassungs- nummer | Ausweisungsart | Bild |
| --------------------------------- | -------------- | ---------------- | ------------------ | -------------- | ---- |
| Buttstädter Straße (Karte)        | Gedenkstein    |                  | 094 81382          | Kleindenkmal   | BW   |
| Thomas-Müntzer-Straße 1 (Karte)   | Bauernhof      |                  | 094 81384          | Baudenkmal     | BW   |
| Thomas-Müntzer-Straße 6 (Karte)   | Inschriftstein |                  | 094 81388          | Kleindenkmal   | BW   |
| Thomas-Müntzer-Straße 11 (Karte)  | Inschriftstein |                  | 094 81387          | Kleindenkmal   | BW   |
| Thomas-Müntzer-Straße 22b (Karte) | Wohnhaus       | Keglersches Haus | 094 81383          | Baudenkmal     | BW   |

### Marienthal
| Lage                   | Bezeichnung                 | Beschreibung | Erfassungs- nummer | Ausweisungsart | Bild                        |
| ---------------------- | --------------------------- | --- | ------------------ | -------------- | --------------------------- |
| Kastanienallee (Karte) | Schloss und Park Marienthal | Gutshof und Park, Bis zum 27. Mai 2020 wurde der Park unter der Objektnummer 094 95715 auch extra als Denkmalbereich geführt. | 094 81471          | Baudenkmal     | Schloss und Park Marienthal |

### Millingsdorf
| Lage                                                 | Bezeichnung                 | Beschreibung                                | Erfassungs- nummer | Ausweisungsart | Bild           |
| ---------------------------------------------------- | --------------------------- | ------------------------------------------- | ------------------ | -------------- | -------------- |
| nordwestlich oberhalb der Kirche am Ortsrand (Karte) | Wegweiser                   |                                             | 094 30054          | Kleindenkmal   | Wegweiser      |
| (Karte)                                              | Kriegerdenkmal Millingsdorf | Kriegerdenkmal 2020 als Denkmal eingetragen | 107 05105          | Kleindenkmal   | BW             |
| Dorfstraße (Karte)                                   | Kirche                      |                                             | 094 81488          | Baudenkmal     | Weitere Bilder |

### Niederholzhausen
| Lage                                | Bezeichnung     | Beschreibung  | Erfassungs- nummer | Ausweisungsart | Bild |
| ----------------------------------- | --------------- | ------------- | ------------------ | -------------- | ---- |
| Niederholzhausen (Karte)            | Kirche          | St. Mauritius | 094 81467          | Baudenkmal     | BW   |
| Niederholzhausen (Karte)            | Waidmühlenstein |               | 094 81466          | Kleindenkmal   | BW   |
| Niederholzhausen 28, 29, 32 (Karte) | Häusergruppe    |               | 094 81465          | Denkmalbereich | BW   |

### Seena
| Lage                             | Bezeichnung  | Beschreibung | Erfassungs- nummer | Ausweisungsart | Bild           |
| -------------------------------- | ------------ | --- | ------------------ | -------------- | -------------- |
| Dorfstraße (Karte)               | Kirche       | Die Kirche ist ein kleiner verputzter Rechteckbau und stammt vermutlich aus der zweiten Hälfte des 17. Jahrhunderts. Über dem Ostteil befindet sich ein kleines verschiefertes Holztürmchen mit Schweifhaube. Im Chor befindet sich eine Flachdecke, das Schiff ist tonnengewölbt. Die Ausstattung, eine doppelgeschossige Hufeisenempore und die Steinkanzel stammen vermutlich ebenfalls aus der zweiten Hälfte des 17. Jahrhunderts. | 094 81491          | Baudenkmal     | Weitere Bilder |
| Dorfstraße 9, 10, 11, 12 (Karte) | Straßenzeile | | 094 81492          | Denkmalbereich | BW             |

### Thüsdorf
| Lage                  | Bezeichnung | Beschreibung | Erfassungs- nummer | Ausweisungsart | Bild |
| --------------------- | ----------- | ------------ | ------------------ | -------------- | ---- |
| Dorfstraße 15 (Karte) | Bauernhof   |              | 094 81490          | Baudenkmal     | BW   |

### Tromsdorf
| Lage                               | Bezeichnung     | Beschreibung                          | Erfassungs- nummer | Ausweisungsart | Bild           |
| ---------------------------------- | --------------- | ------------------------------------- | ------------------ | -------------- | -------------- |
| Am Bahnhof 10, Unterdorf 3 (Karte) | Bauernhof       |                                       | 094 81486          | Baudenkmal     | BW             |
| Am Kastanienplatz 10, 11 (Karte)   | Häusergruppe    |                                       | 094 81487          | Denkmalbereich | BW             |
| Gebstedter Straße (Karte)          | Kirche          | unklar: St. Michael oder St. Nikolaus | 094 81482          | Baudenkmal     | Weitere Bilder |
| Gebstedter Straße 7 (Karte)        | Pfarrhof        |                                       | 094 81484          | Baudenkmal     | BW             |
| Gebstedter Straße 8 (Karte)        | Bauernhof       |                                       | 094 81483          | Baudenkmal     | BW             |
| Gut (Karte)                        | Waidmühlenstein |                                       | 094 81485          | Kleindenkmal   | BW             |

## Ehemalige Kulturdenkmale nach Ortsteilen
Die nachfolgenden Objekte waren ursprünglich ebenfalls denkmalgeschützt oder wurden in der Literatur als Kulturdenkmale geführt. Die Denkmale bestehen heute jedoch nicht mehr, ihre Unterschutzstellung wurde aufgehoben oder sie werden nicht mehr als Denkmale betrachtet.

### Eckartsberga
| Lage                                                                    | Bezeichnung                | Beschreibung                                                  | Erfassungs- nummer | Ausweisungsart | Bild           |
| ----------------------------------------------------------------------- | -------------------------- | ------------------------------------------------------------- | ------------------ | -------------- | -------------- |
| An der B 87 Richtung Apolda, ca. 200 m südlicher der Ortsgrenze (Karte) | Grenzstein                 |                                                               | 094 30055          | Kleindenkmal   | Weitere Bilder |
| Gartenstraße 170 (Karte)                                                | Bauernhof Gartenstraße 170 | Bauernhof Im Jahr 2021 aus dem Denkmalverzeichnis gestrichen. | 094 81370          | Baudenkmal     | BW             |
| Neue Straße 205 (Karte)                                                 | Wohnhaus                   |                                                               | 094 81380          | Baudenkmal     | BW             |

### Mallendorf
| Lage                             | Bezeichnung | Beschreibung                                                                                              | Erfassungs- nummer | Ausweisungsart | Bild |
| -------------------------------- | ----------- | --- | ------------------ | -------------- | ---- |
| Thomas-Müntzer-Straße 16 (Karte) | Bauernhof   | Bauernhof 2023, nach Verlust der Denkmaleigenschaft durch Verfall, aus dem Denkmalverzeichnis gestrichen. | 094 81385          | Baudenkmal     | BW   |

### Millingsdorf
| Lage                        | Bezeichnung  | Beschreibung | Erfassungs- nummer | Ausweisungsart | Bild |
| --------------------------- | ------------ | ------------ | ------------------ | -------------- | ---- |
| Dorfstraße 6, 7, 17 (Karte) | Häusergruppe |              | 094 81489          | Denkmalbereich | BW   |

### Niederholzhausen
| Lage                | Bezeichnung | Beschreibung | Erfassungs- nummer | Ausweisungsart | Bild |
| ------------------- | ----------- | ------------ | ------------------ | -------------- | ---- |
| Niederholzhausen 23 | Bauernhof   |              | 094 81464          | Baudenkmal     |      |

### Seena
| Lage                      | Bezeichnung | Beschreibung | Erfassungs- nummer | Ausweisungsart | Bild |
| ------------------------- | ----------- | ------------ | ------------------ | -------------- | ---- |
| Dorfstraße 20 (Karte)     | Scheune     |              | 094 81493          | Baudenkmal     | BW   |
| Dorfstraße 21, 22 (Karte) | Bauernhof   |              | 094 81494          | Baudenkmal     | BW   |

## Legende
In den Spalten befinden sich folgende Informationen:
- Lage: Nennt den Straßennamen und wenn vorhanden die Hausnummer des Kulturdenkmals. Die Grundsortierung der Liste erfolgt nach dieser Adresse. Der Link „Karte“ führt zu verschiedenen Kartendarstellungen und nennt die geographischen Koordinaten.
Link zu einem Kartenansichtstool, um Koordinaten zu setzen. In der Kartenansicht sind Baudenkmale ohne Koordinaten mit einem roten bzw. orangen Marker dargestellt und können in der Karte gesetzt werden. Baudenkmale ohne Bild sind mit einem blauen bzw. roten Marker gekennzeichnet, Baudenkmale mit Bild mit einem grünen bzw. orangen Marker.
- Offizielle Bezeichnung: Nennt den Namen, die Bezeichnung oder zumindest die Art des Kulturdenkmals und verlinkt, soweit vorhanden, auf den Artikel zum Objekt.
- Beschreibung: Nennt bauliche und geschichtliche Einzelheiten des Kulturdenkmals, vorzugsweise die Denkmaleigenschaften.
- Erfassungsnummer: Für jedes Kulturdenkmal wird in Sachsen-Anhalt eine 20stellige Erfassungsnummer vergeben. Die letzten zwölf Ziffern werden für die Untergliederung nach Teilobjekten genutzt und werden nur angegeben, soweit vergeben. In dieser Spalte kann sich folgendes Icon  befinden, dies führt zu Angaben zu diesem Baudenkmal bei Wikidata.
- Ausweisungsart: Die Einordnung des Denkmales nach § 2 Abs. 2 DenkmSchG LSA
- Bild: Ein Bild des Denkmales, und gegebenenfalls einen Link zu weiteren Fotos des Kulturdenkmals im Medienarchiv Wikimedia Commons. Wenn man auf das Kamerasymbol klickt, können Fotos zu Kulturdenkmalen aus dieser Liste hochgeladen werden: